# Coccobius virgilii
Coccobius virgilii is een vliesvleugelig insect uit de familie Aphelinidae. De wetenschappelijke naam is voor het eerst geldig gepubliceerd in 1929 door Girault.